# Kvapilov obred
Kvapilov obred (česk. Kvapilův ritus) je obred u slobodnom zidarstvu kojeg je razvio Jaroslav Kvapil, prvi veliki majstor Nacionalne velike lože Čehoslovačke, s ciljem očuvanja i prilagodbe slobodnozidarskih tradicija češkoj kulturi i češkom jeziku. Temelji se na Emulacijskom obredu.
Ovaj obred se danas radi u Velikoj loži Češke i Velikoj loži Slovačke.

## Povijest
Jaroslav Kvapil (1868. – 1950.) bio je istaknuti češki pjesnik, prevoditelj, kazališni redatelj i dramaturg koji je u veljači 1923. godine izabran za velikog majstora Nacionalne velike lože Čehoslovačke. On je s engleskog jezika preveo Emulacijski obred te ga na specifičan način prilagodio češkom jeziku i kulturi tako da zvuči ritmično i elegantno. Na taj način je stvorio jedinsvetnu kombinaciju tradicionalnih simbola slobodnog zidarstva i lokalne kulturne baštine. Pored uobičajenih elemenata slobodnog zidarstva, ovaj obred uključuje i specifične češke kulturne i povijesne poveznice, što ga čini posebnim među ostalim obredima u slobodnom zidarstvu.
Velika nacionalna loža Čehoslovačke, osnovana 1923. godine, koristila je ovaj obred kako bi promovirala svoje vrijednosti i ciljeve u Čehoslovačkoj, a Kvapilov obred je igrao ključnu ulogu u toj misiji. Od 1938. poslije Njemačke okupacija a potom i komunističkog preuzimanja vlasti 1948. godine slobodno zidarstvo je bilo zabranjeno, ali se nakon Baršunaste revolucije 1989. godine ponovo aktiviralo, a obredi poput Kvapilovog su obnovljeni i danas se rade.

## Struktura stupnjeva
Kao i kod drugih obreda, Kvapilov obred ima tri simbolička stupnja:
- 1° – učenik (česk. učeň)
- 2° – pomoćnik (tovaryš)
- 3° – majstor (mistr)